# 李瑞安
李瑞安（ I Seo An，1989年3月3日—），韓國女演員、歌手，曾用名李受美（ I Su Mi），目前主要作為演員進行活動中。
2015年至2016年間，曾在中國以藝名「李秀美」活動。

## 經歷
她在小學六年級2001年時參加由朴軫永參與的SBS「培育英才」並選拔而出。但自從那時起他的父母反對他進入演藝圈，退出并無法加入經紀公司。後來進入韓國航空大學學習準備當一個空中服務員。2009年Mnet媒體官員經熟人介紹選擇讓李受美并說服她父母終於加入SeeYa出道。（這年8月17日第一次向外界公佈她的照片）。2010年7月向外界宣佈由SeeYa轉移到男女共學，9月30日活動開始，在組合中的藝名是微笑受美。 2012年2月17日，因想以個人歌手身份活動而退出了男女共學及F-VE DOLLS。
2013年11月28日，D-Unit所屬公司表示受美將作為女主角出演D-Unit新歌《너야 (你啊)》MV。
受美在退出F-VE DOLLS後的空白期間，學習外語和演技，未來將作為演員活動。

## 音樂作品

### 專輯
所屬團體之共同作品，參閱 男女共學
所屬團體之共同作品，參閱 5dolls
- 2009年10月SeeYa的迷你專輯《 Rebloom 》。

### 單曲
- 2010年1月SeeYa和T-ara與Davichi 合作數碼單曲《Wonder woman》。

## 影視作品

### MV
- 2013年 D-unit《너야 (你啊)》
- 2016年 WE'D《Difference》
- 2016年 BTOB《L. U. V》

### 電視劇
- 2011年：MBC《最佳愛情》飾 女團成員
- 2017年：tvN《犯罪心理》飾 韓昇慧
- 2017年：OCN《Melo Holic 愛情中毒》飾 白雪雅
- 2018年：SBS《Ms.Ma，復仇的女神》
- 2018年：SBS《善良魔女傳》飾 裴允熙
- 2019年：SBS《正義》
- 2020年：JTBC《雙甲路邊攤》飾 蔡秀景（特別出演）
- 2020年：KBS《Do Do Sol Sol La La Sol》飾 吳迎珠
- 2021年：KBS2《大發不動產》飾 李賢珠
- 2021年：tvN《Bad and Crazy》飾 鄭玧娥
- 2024年：ENA《夜限照相馆》飾 芝瑩
- 2024年﹕tvN《正年》飾 楊社長

### 電影
- 2016年《梦想合伙人》(客串演出)
- 2018年《物怪》

### 網路劇
- 2016年 愛奇藝 《老師晚上好》 飾演 葉倩文

### 綜藝
- 2016年 湖南衛視 《夏日甜心》

## 外部連結
- 李瑞安的Instagram帳戶
- 李瑞安的X（前Twitter）